# 贾斯廷·雷斯
贾斯廷·雷斯（英語：Justin Ress，1997年8月3日—），美国男子游泳运动员，2022年世界游泳锦标赛男子50米仰泳和男子4×100米自由泳接力金牌得主、2023年世界游泳锦标赛男子4×100米自由泳接力铜牌得主。